# Upgrade Inc.
Upgrade Inc. es un neobanco estadounidense fundado en 2016. Ha levantado $200 millones de dólares en capital inversión desde entonces y hecho alrededor de $3 mil millones de dólares en préstamos desde su lanzamiento en 2017. Upgrade tiene sede en San Francisco, California,y cuenta con oficinas en Phoenix y en Montreal. La compañía ofrece productos de crédito y bancarios a los consumidores y entrega Tarjetas de crédito y préstamos con una tasa fija. Otros servicios de la compañía son el monitoreo de crédito y herramientas de educación.
Upgrade fue fundado por Renaud Laplanche, fundador y anterior CEO de LendingClub, y por otros colegas del Lending Club en agosto de 2016. La compañía empezó a ofrecer préstamos en abril de 2017 y levantó $60 millones de dólares de rondas de financiación en Series A.
En abril de 2018, en la conferencia Lendlt en San Francisco, Upgrade anunció su línea de crédito personal para clientes, que es un híbrido entre una tarjeta de crédito y un préstamo personal.
En octubre de 2019 Upgrade lanzó su tarjeta, Upgrade Card, la cual combina aceptación de la tarjeta de crédito con flexibilidad en pagos a plazos.
En junio de 2020, Upgrade consiguió una valoración de mil millones de dólares gracias a los $40 millones en la rondas de Series D por Grupo Santander.